# Самойленко, Валерий Александрович
Валерий Александрович Самойленко (6 июля 1937 года, Свердловск — 4 мая 2019 года, Краснодар) — глава администрации Краснодара.

## Биография
Родился в 1937 году в Свердловске. Окончил школу в 1954 году в ауле Мамхег Шовгеновского района Адыгейской автономной области.
В 1959 - Ленинградский инженерно-строительный институт (мостостроительное отделение автодорожного факультета).
С 1959 по 1977 год работал в должностях от прораба до начальника республиканского МСУ. В 1977-1987 первый заместитель председателя Краснодарского горисполкома.
С 1987 по 2000 год — председатель Краснодарского горисполкома, председатель городского Совета народных депутатов, глава администрации Краснодара, глава городского самоуправления — мэр Краснодара.
С 2001 года  профессор кафедры менеджмента Кубанского государственного технологического университета.
Умер после продолжительной болезни в ночь с 3 на 4 мая 2019 года.

## Глава города
При Валерии Александровиче шло создание и развитие Юбилейного микрорайона, Фестивального, Гидростроителей. Был построен Тургеневский мост, путепроводы на улицах Садовой, Суворова, Тихорецкой, Восточный обход, также школы, детские сады и медицинские учреждения.
С участием Валерия Самойленко создали уникальное в стране творческое объединение «Премьера». В Краснодаре построили и открыли органный зал.

## Награды и звания
- Орден Почёта (9 июля 1997 года) — за большой вклад в социально-экономическое развитие города и многолетнюю добросовестную работу[3].
- Орден Трудового Красного Знамени[1] за строительство мостов в Краснодарском крае[2].
- Орден Дружбы народов[1] - за сохранение в городе Краснодаре мира и межнационального согласия[2].
- Орден «Знак Почёта»[1].
- В 2007 году присвоили звание Почётного гражданина Краснодара[1].
- Звание «Ветеран труда»[2].
- Звание «Почётный дорожник России»[2].
- Звание «Почётный работник транспорта России»[2].
- Звание «Почётный работник жилищно-коммунального хозяйства России»[2].
- Звание Почётный гражданин города Черкесска[2].
- Звание Почётный гражданин города Шовгеновска[2].
- Нагрудный знак с занесением в книгу почета Союза «Чернобыль России»[2].
- Орден Русской православной церкви «Преподобного Сергия Радонежского II степени»[2].
- Медаль Русской православной церкви, Екатеринодарской Епархии «За содействие и участие в строительстве Храма Рождества Христова»[2].